# 真夏の大感謝祭 LIVE

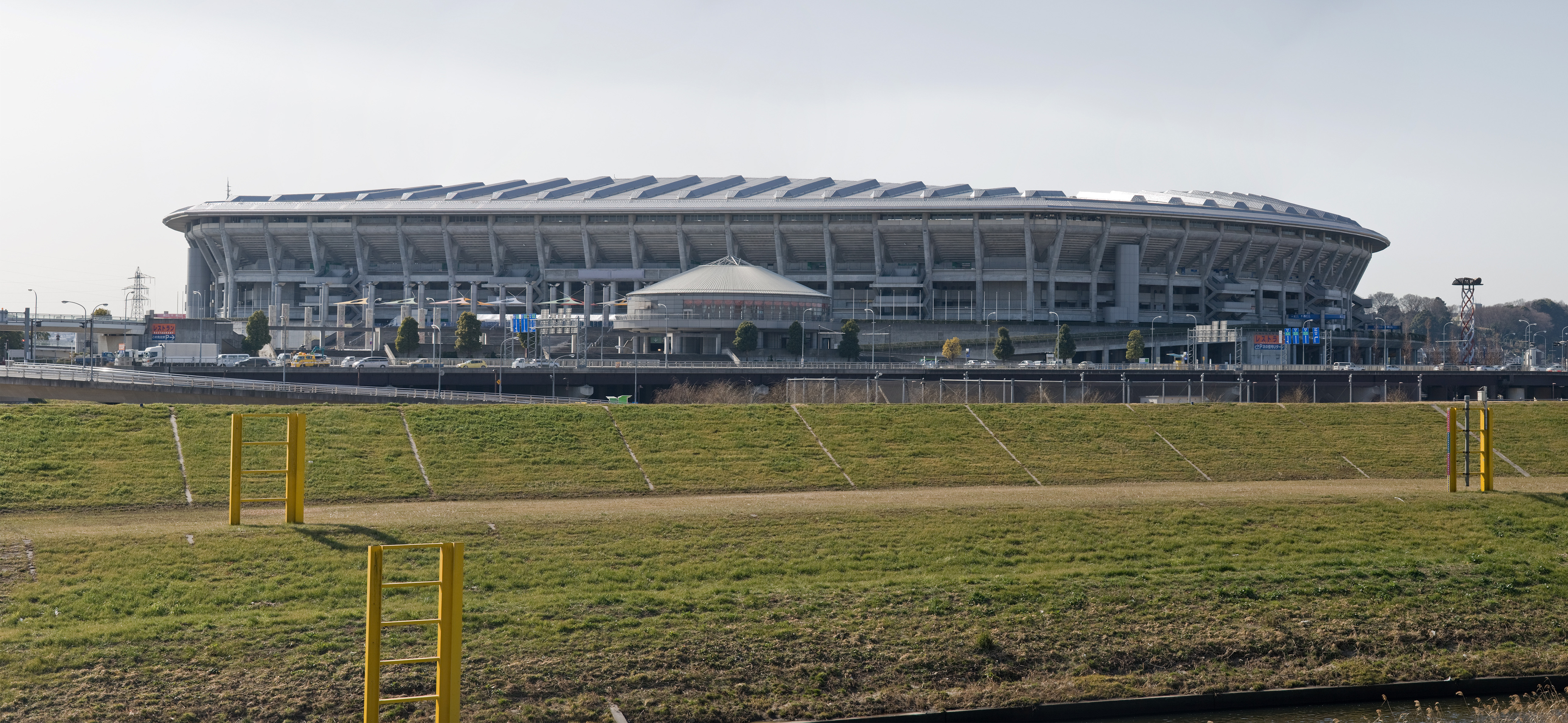
「『真夏の大感謝祭』 30周年記念LIVE」が行われた横浜国際総合競技場

『真夏の大感謝祭 LIVE』（まなつのだいかんしゃさい ライブ）は、サザンオールスターズのライブ・ビデオ。2008年12月3日にDVD、2008年12月17日にBlu-ray Discで発売。発売元はタイシタレーベル / ビクターエンタテインメント / SPEEDSTAR RECORDS。

## 背景
同年の5月に「無期限の活動休止」を発表したサザンオールスターズが、2008年8月16日 - 8月24日（16日・17日・23日・24日の4日間）に横浜市の横浜国際総合競技場（日産スタジアム）で行った「サザンオールスターズ 『真夏の大感謝祭』 30周年記念LIVE」の模様を収めた作品。当日の18:00 - 21:40（JST）にWOWOWで全編の生放送を行っているが、本作品の内容もほぼその放送に則したものとなっている。
30周年記念公演であると共に活動休止前最後のワンマンライブとなった本公演は、1週間に2日ずつ開催する変則的な日程ながらも、横浜国際総合競技場の開場から初となる「同一ミュージシャンの4連続コンサート公演」が行われた。また、事前に「ライブで演奏して欲しい曲」を公式サイトの特設ページでファンから募り、それを中心に構成した選曲となった。あくまでもリクエストであるため、上位に入った曲の全てが演奏されたわけではないが、メドレー形式でランクイン上位の楽曲がほぼ演奏された。

## リリース
初回限定版は「真冬の御歳BOX」と銘打たれ、名前の通り歳暮に見立てたものとなっており、ボックス仕様のケースが風呂敷に包まれているなどしている。また、初回特典としてブックレット・DVD・特製かるたなどが付属された。本作はサザンオールスターズの映像作品としては初めて、Blu-ray Discでも発売された。

## チャート成績
2008年12月15日付のオリコンDVD総合ランキングで、初週12.1万枚を売り上げて初登場1位を獲得した。なお、DVDとしては前作から2年9か月ぶりの首位獲得となり、自身の最年長キャリア記録の29年9か月を上回り、30年6か月となりDVD史上初のキャリア30年以上のアーティストによる首位獲得となった。
なお、本作が発売される前までは『ベストヒットUSAS (Ultra Southern All Stars)』の累計10.4万枚が自身の映像作品の最高売上記録だったが、本作が発売1週間で上回った。なお2018年現在、本作は自身のDVD作品では最も高い売上を記録している（オリコン調べ）。

## リクエストランキング （上位50曲）
| 順位 | 曲名                                                  | 発表年 |
| ---- | ----------------------------------------------------- | ------ |
| 1    | 真夏の果実                                            | 1990   |
| 2    | 希望の轍                                              | 1990   |
| 3    | いとしのエリー                                        | 1979   |
| 4    | LOVE AFFAIR 〜秘密のデート〜                          | 1998   |
| 5    | ボディ・スペシャルII                                  | 1983   |
| 6    | TSUNAMI                                               | 2000   |
| 7    | Ya Ya (あの時代を忘れない)                            | 1982   |
| 8    | マンピーのG★SPOT                                      | 1995   |
| 9    | Oh! クラウディア                                      | 1982   |
| 10   | 夕陽に別れを告げて                                    | 1985   |
| 11   | イエローマン 〜星の王子様〜                           | 1999   |
| 12   | HOTEL PACIFIC                                         | 2000   |
| 13   | マチルダBABY                                          | 1983   |
| 14   | 海                                                    | 1984   |
| 15   | 女呼んでブギ                                          | 1978   |
| 16   | わすれじのレイド・バック                              | 1980   |
| 17   | 勝手にシンドバッド                                    | 1978   |
| 18   | JAPANEGGAE (ジャパネゲエ)                             | 1984   |
| 19   | みんなのうた                                          | 1988   |
| 20   | ミス・ブランニュー・デイ                              | 1984   |
| 21   | 逢いたくなった時に君はここにいない                    | 1990   |
| 22   | 涙の海で抱かれたい 〜SEA OF LOVE〜                    | 2003   |
| 23   | Bye Bye My Love (U are the one)                       | 1985   |
| 24   | 栞のテーマ                                            | 1981   |
| 25   | メロディ (Melody)                                     | 1985   |
| 26   | 心を込めて花束を                                      | 1996   |
| 27   | 夕方Hold On Me                                        | 1984   |
| 28   | 涙のキッス                                            | 1992   |
| 29   | エロティカ・セブン                                    | 1993   |
| 30   | 愛の言霊 〜Spiritual Message                          | 1996   |
| 31   | ロックンロール・スーパーマン 〜Rock'n Roll Superman〜 | 2005   |
| 32   | 旅姿六人衆                                            | 1983   |
| 33   | ドラマで始まる恋なのに                                | 1996   |
| 34   | あなただけを 〜Summer Heartbreak〜                    | 1995   |
| 35   | Tarako                                                | 1984   |
| 36   | DIRTY OLD MAN 〜さらば夏よ〜                          | 2006   |
| 37   | BOHBO No.5                                            | 2005   |
| 38   | YOU                                                   | 1990   |
| 39   | Young Love (青春の終わりに)                           | 1996   |
| 40   | BLUE HEAVEN                                           | 1997   |
| 41   | 太陽は罪な奴                                          | 1996   |
| 42   | 思い過ごしも恋のうち                                  | 1979   |
| 43   | 慕情                                                  | 1992   |
| 44   | MY FOREPLAY MUSIC                                     | 1981   |
| 45   | 恋のジャック・ナイフ                                  | 1996   |
| 46   | 彩 〜Aja〜                                            | 2004   |
| 47   | シャ・ラ・ラ                                          | 1980   |
| 48   | せつない胸に風が吹いてた                              | 1992   |
| 49   | ネオ・ブラボー!!                                      | 1991   |
| 50   | いなせなロコモーション                                | 1980   |

## 収録曲
- DVD版（初回・通常共通）は本編2Disc、Blu-ray版は1Disc。「涙のキッス」以降がDisc 2。

OPENING ACT
- 神奈川県を拠点に活動しているマーチングバンドYOKOHAMA ROBINSが「I AM YOUR SINGER」「勝手にシンドバッド」を演奏。三浦知良がスペシャルゲストとして登場し開会宣言を行った[7]。

- 桑田と親交がある小林克也がVTR出演し、30年の歴史を語った上でメンバーの登場をアナウンスした[7]。

本編
1. YOU
2. ミス・ブランニュー・デイ
3. LOVE AFFAIR 〜秘密のデート
MC。このライブのコンセプトが「いつも通りのサザン」であることを語り、これ以降「メロディ」まで「青山通りからKAMAKURAまで」と題したメドレー[7]。
4. 女呼んでブギ
5. いとしのフィート
6. お願いD.J.
7. 奥歯を食いしばれ
収録アルバムのブックレットに歌詞の記載がされていない作品だが、DVD/Blu-rayのインタラクティブ機能における字幕表示では、本曲の歌詞も表示されている。
8. ラチエン通りのシスター
9. TO YOU
10. C調言葉に御用心
11. 働けロック・バンド (Workin' for T.V.)
12. 松田の子守唄
13. Hello My Love
14. 朝方ムーンライト
15. 思い出のスター・ダスト
16. 夏をあきらめて
17. Oh! クラウディア
18. 東京シャッフル
19. そんなヒロシに騙されて
20. あっという間の夢のTONIGHT
21. メリケン情緒は涙のカラー
22. 顔
23. Bye Bye My Love (U are the one)
24. メロディ(Melody)
MC。メンバー紹介を行う。途中から桑田の口調が髭男爵のようになってしまい自分でもツッコミを入れていた。これ以降「由比ヶ浜からキラーストリートまで」と題したメドレー[7]。
25. 愛の言霊 〜Spiritual Message〜
大サビのラップ部分が省略される[7]。
26. シュラバ★ラ★バンバ
「愛の言霊」と同様に大サビのラップ部分が省略される[7]。
27. 爆笑アイランド
二番の歌詞の行革の部分が増税に、間奏のラップのフレーズも拉致問題、景気対策、CO2削減に変更されている。モニターには当時内閣総理大臣だった福田康夫の写真が映し出されていた[7]。
28. ごめんよ僕が馬鹿だった
29. ロックンロール・スーパーマン 〜Rock'n Roll Superman〜
この間にサザン・斎藤・三沢がオープンカーに乗りバックスタンド前のサブステージへ移動。アコースティックコーナー[7]。
30. 涙のキッス
31. チャコの海岸物語
当時流行していた鼠先輩の「六本木 〜GIROPPON〜」のフレーズや客いじりを交えながら歌った[7]。
32. せつない胸に風が吹いてた
16日公演のみで行われたテイク[8]。
大サビの英語の部分が省略された[7]。
33. 夕陽に別れを告げて
メインステージへ移動。この間ファン投票の結果発表[7]。
34. いとしのエリー
35. 真夏の果実
36. TSUNAMI
37. I AM YOUR SINGER
この曲ではサポートメンバーが退場。野沢を含めたサザンのメンバーのみとなり、楽器を演奏せずミュージック・ビデオと同じダンスを踊った[7]。
38. 希望の轍
39. OH!! SUMMER QUEEN 〜夏の女王様〜
40. エロティカ・セブン
バックモニターには時代劇風の映像が映し出された[7][9]。
41. HOTEL PACIFIC
42. ボディ・スペシャルII
43. マンピーのG★SPOT
本編ラスト曲。恒例のマンヅラは前半2日間は同年に北京オリンピックが開催されたことも影響して、当時物議を醸したレーザーレーサーと金メダルをあしらいつつも男性器を連想させる過激なものであり、本作収録の後半2日間はマンピーならぬピーマン[注 1]を模したものを披露した[9]。
アウトロでは国歌「君が代」の冒頭のメロディーが挿入された[7]。

ENCORE
1. 夕方 HOLD ON ME
曲開始前には桑田が書き下ろしたCD化されていないオリジナル楽曲（「あの日から何度目の～」から始まるOVERTURE[10]）が歌唱されており、その曲は活動再開後のスタジアムツアーや全国ツアーでも歌われた。
最終日にはスタッフの計らいにより、北スタンド・南スタンドの観客が一人ずつ赤と白のシートを上げ「WE ARE SAS FAMILY!」と書かれた人文字を作り、客席全員で「30周年おめでとう!!」と叫ぶサプライズメッセージをメンバーに贈る企画が行われた。この演出はメンバーには一切知らされておらず、これを行うため最終日は楽屋のモニターに「WOWOWのオンエアのためモニターは使えません」という嘘の理由の表示がなされていた[9]。
2. みんなのうた
この曲に入る前に「伊勢佐木町ブルース」の替え歌を歌うプランもあったがリハーサルの段階で断念し、普通に演奏された[9]。
3. 勝手にシンドバッド
この曲から野沢も合流して演奏に参加。
4. Ya Ya (あの時代を忘れない)
最後のMCでは桑田が「サザンの屋号を一旦皆さんにお預けしますので、また会える日まで預かっといて頂戴!![注 2]」「みんな本当に死ぬなよ!![注 3]」といったメッセージを発した[7]。
メンバーの退場後には前述の無期限活動休止が将来的な活動再開に向けた未来志向なものであることを示すことの表れとして「つづく to be continued.」という文字がモニターに表示された。退場曲は「I AM YOUR SINGER」[7][15]。

### BONUS DVD　“-サザン'08「夏」ドキュメント- 完全版 + I AM YOUR SINGER MOVIE”
DVD初回版限定のボーナスディスク。
- -サザン'08「夏」ドキュメント- 完全版 … WOWOWで放送されたドキュメント番組の完全版
- 「I AM YOUR SINGER」ミュージック・ビデオ（2パターン[注 4]）

## 参加ミュージシャン
- サザンオールスターズ
  - 桑田佳祐 - ボーカル、ギター
  - 関口和之 - ベース
  - 松田弘 - ドラム
  - 原由子 - キーボード
  - 野沢秀行 - パーカッション
    - 野沢は病気療養のためコンサートの大部分は出演せず、「I AM YOUR SINGER」「勝手にシンドバッド」「Ya Ya (あの時代を忘れない)」のみ参加。

- サポートメンバー
  - 斎藤誠 - ギター
  - 片山敦夫 - キーボード
  - 三沢またろう - パーカッション
  - 包国充 - サクソフォーン、フルート
  - 山本拓夫 - サクソフォーン、フルート
  - 荒木敏男 - トランペット
  - 西村浩二 - トランペット
  - 安奈陽子 - コーラス
  - 渕上祥人 - コーラス
  - 角谷仁宣 - シンセサイザー、マニピュレーター